# Stalaktit

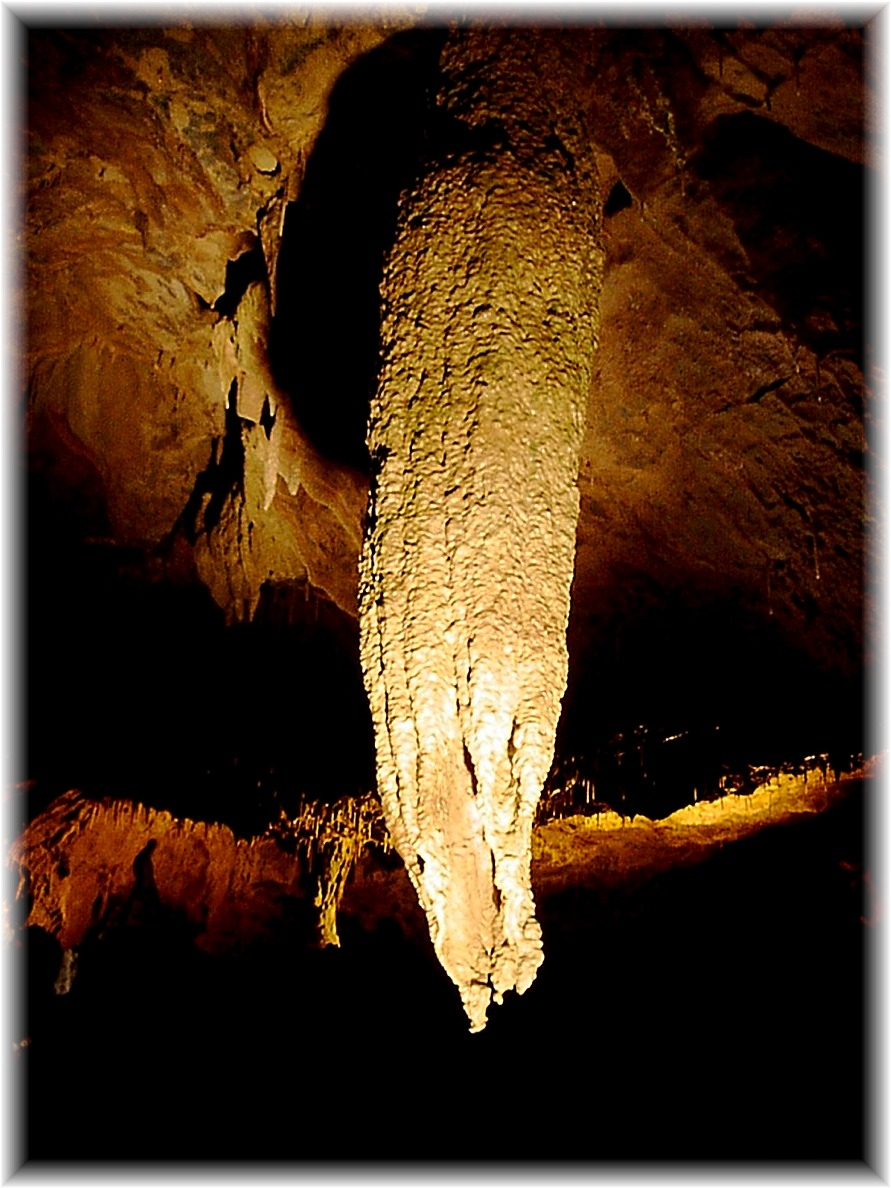

Stalaktit är en droppstensformation i grottor, oftast kalkhaltig berggrund.

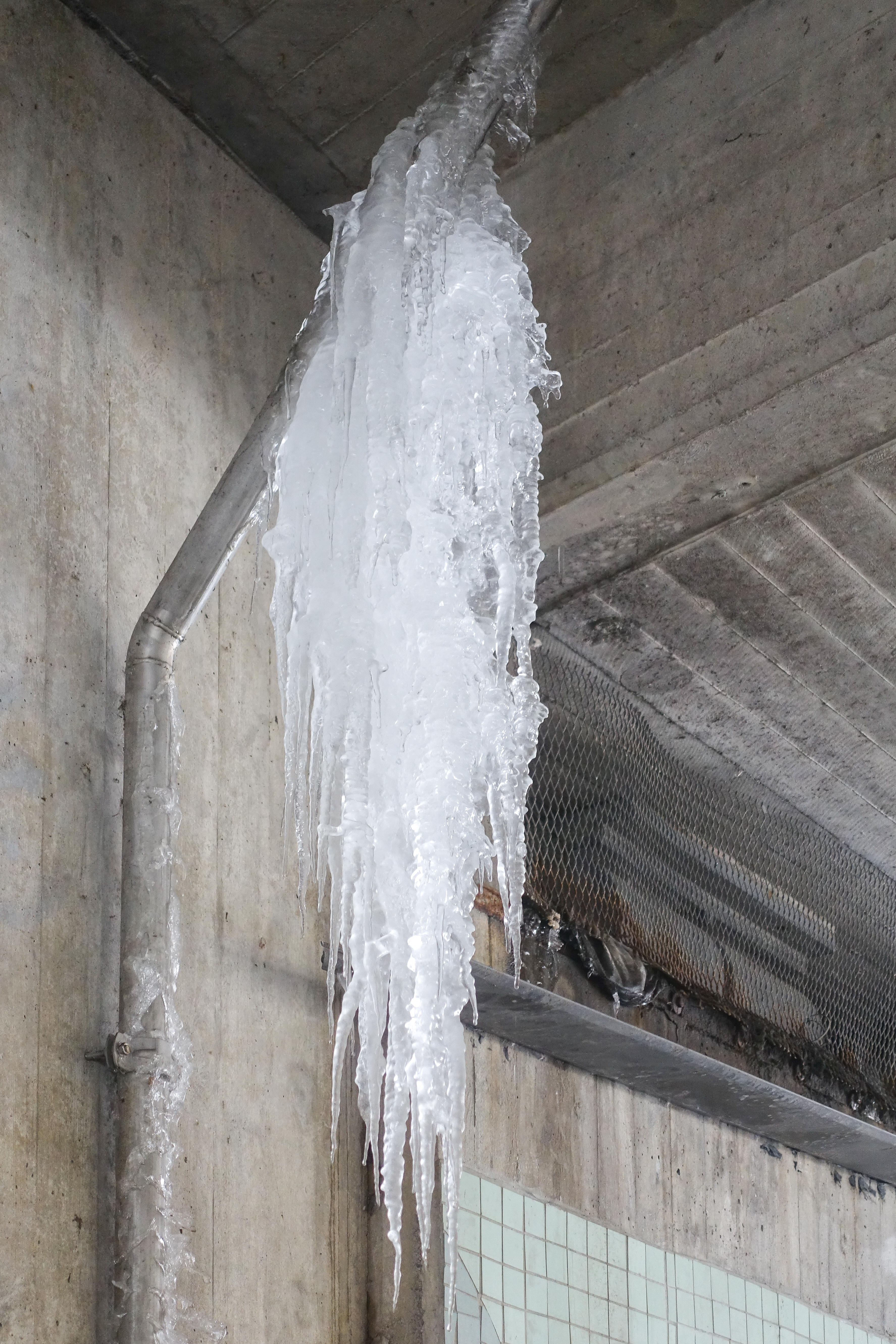
Isstalaktit från ett läckande rör under en viadukt i Stockholm.

Stalaktiter är de hängande, istappsliknande formationerna. Där dropparna träffar golvet bildas ofta stalagmiter. Stalaktiten är i de flesta fall både smalare och spetsigare än motsvarande stalagmit.

## Kalkutfällningar
Lite av kalken i det droppande vattnet fastnar på den blivande eller existerande stalaktitens spets, och bygger på denna, innan droppen faller.
CaCO3(s) + H2O + CO2 <=> Ca2 + 2HCO3
En annan typ av stalaktit förekommer i lavagrottor och bildas när lavan i taket fortfarande är så het att det droppar därifrån. De bildas genom att lite av den tillflödande lavan stelnar till på spetsen och blir kvar där i stället för att droppa ner. Ungefär samma process, fast med vatten, är det som bildar istappar.

## Kom-ihåg-regel
En enkel och bra kom-ihåg-regel för att skilja på stalagmit och stalaktit:
- Stalaktiter sitter i taket.
- Stalagmiter sitter på marken.